# جون ألان (ضابط بحري)
جون ألان هو ضابط بحري كندي، ولد في 31 مارس 1928 في كيركلاند ليك في كندا، وتوفي في 1 مايو 2014 في أوتاوا في كندا.